# Amphoe Pho Chai
Amphoe Pho Chai (Thai: อำเภอ โพธิ์ชัย) ist ein Landkreis (Amphoe – Verwaltungs-Distrikt) im Norden der Provinz Roi Et. Die Provinz Roi Et liegt in der Nordostregion von Thailand, dem so genannten Isan.

## Geographie
Amphoe Pho Chai grenzt an die folgenden Landkreise (von Osten im Uhrzeigersinn): an die Amphoe Phon Thong, Selaphum und Chiang Khwan in der Provinz Roi Et Province, sowie an die Amphoe Rong Kham, Don Chan und Kuchinarai der Provinz Kalasin.

## Geschichte
Pho Chai wurde am 1. April 1974 zunächst als „Zweigkreis“ (King Amphoe) eingerichtet, indem die vier Tambon Chiang Mai, Kham Pia, Sa-at und Kham Pha-ung vom Amphoe Phon Thong abgetrennt wurden.
Am 25. März 1979 wurde er zum Amphoe heraufgestuft.

## Verwaltungseinheiten

### Provinzverwaltung
Der Landkreis Pho Chai ist in neun Tambon („Unterbezirke“ oder „Gemeinden“) eingeteilt, die sich weiter in 111 Muban („Dörfer“) unterteilen.
| Nr. | Name         | Thai     | Muban | Einw.  |
| --- | ------------ | -------- | ----- | ------ |
| 01. | Kham Pia     | ขามเปี้ย   | 19    | 10.715 |
| 02. | Chiang Mai   | เชียงใหม่  | 12    | 08.187 |
| 03. | Bua Kham     | บัวคำ     | 11    | 05.294 |
| 04. | Akkha Kham   | อัคคะคำ   | 14    | 08.062 |
| 05. | Sa-at        | สะอาด    | 14    | 04.653 |
| 06. | Kham Pha-ung | คำพอุง    | 13    | 09.202 |
| 07. | Nong Takai   | หนองตาไก้ | 10    | 03.603 |
| 08. | Don Ong      | ดอนโอง   | 10    | 04.355 |
| 09. | Pho Si       | โพธิ์ศรี    | 08    | 03.784 |

### Lokalverwaltung
Es gibt vier Kommunen mit „Kleinstadt“-Status (Thesaban Tambon) im Landkreis:
- Chai Wari (Thai: เทศบาลตำบลชัยวารี) bestehend aus Teilen des Tambon Kham Pia.
- Chiang Mai (Thai: เทศบาลตำบลเชียงใหม่) bestehend aus dem kompletten Tambon Chiang Mai.
- Akkha Kham (Thai: เทศบาลตำบลอัคคะคำ) bestehend aus dem kompletten Tambon Akkha Kham.
- Kham Pha-ung (Thai: เทศบาลตำบลคำพอุง) bestehend aus dem kompletten Tambon Kham Pha-ung.

Außerdem gibt es sechs „Tambon-Verwaltungsorganisationen“ (องค์การบริหารส่วนตำบล – Tambon Administrative Organizations, TAO):
- Kham Pia (Thai: องค์การบริหารส่วนตำบลขามเปี้ย) bestehend aus Teilen des Tambon Kham Pia.
- Bua Kham (Thai: องค์การบริหารส่วนตำบลบัวคำ) bestehend aus dem kompletten Tambon Bua Kham.
- Sa-at (Thai: องค์การบริหารส่วนตำบลสะอาด) bestehend aus dem kompletten Tambon Sa-at.
- Nong Takai (Thai: องค์การบริหารส่วนตำบลหนองตาไก้) bestehend aus dem kompletten Tambon Nong Takai.
- Don Ong (Thai: องค์การบริหารส่วนตำบลดอนโอง) bestehend aus dem kompletten Tambon Don Ong.
- Pho Si (Thai: องค์การบริหารส่วนตำบลโพธิ์ศรี) bestehend aus dem kompletten Tambon Pho Si.